# David Wesley
David Barakau Wesley (ur. 14 listopada 1970 w San Antonio) – amerykański koszykarz, występujący na pozycjach rozgrywającego oraz rzucającego obrońcy, po zakończeniu kariery zawodniczej komentator i trener koszykarski.
W 2000 roku postawiono mu zarzuty nierozważnej jazdy samochodem, w efekcie której zginął jego klubowy kolega Bobby Phills. Policja Charlotte-Mecklenburg podała do wiadomości, Phills i Wesley jechali swoimi autami ponad 160 km/h, kiedy Phills stracił kontrolę nad swoim pojazdem, w wyniku czego miał miejsce wypadem, ze skutkiem śmiertelnym.
6 sierpnia 2012 roku został komentatorem spotkań swojego byłego klub New Orleans Hornets w Fox Sports New Orleans.
W NBA występował jego kuzyn Michael Dickerson.

## Osiągnięcia
NCAA
- Zawodnik Roku Konferencji Southwest (SWC – 1992)
- Zaliczony do I składu SWC (1992)

NBA
- Wicemistrz NBA (2007)[4]
- Uczestnik konkursu rzutów za 3 punkty (2003)[5]

Inne
- Wicemistrz Wenezueli (1993)
- MVP ligi wenezuelskiej (1993)